# Lagos Dollar
Los lagos Dollar  son un grupo de tres lagos glaciares situados en las montañas Ruby, en el condado de Elko, en el noreste de Nevada, Estados Unidos. Se encuentran en la cabecera del Lamoille Canyon, a una altitud de 2934 metros sobre el nivel del mar. Tienen una superficie de 1,2 hectáreas y una profundidad máxima de 5 metros. Se encuentra dentro del Bosque nacional Humboldt-Toiyabe. 
Los lagos Dollar y el lago Lamoille son las principales fuentes de Lamoille Creek, que después de salir de las montañas pasa a través de la ciudad de Lamoille, serpentea por el valle de Lamoille, y luego se fusiona con la rama principal del río Humboldt.